# Línea 26 (EMT Valencia)
La línea 26 Poeta Querol - Moncada/Alfara une las pedanías de Benifaraig, Carpesa, Borbotó y Poble Nou con el centro de Valencia, más concretamente con la calle Poeta Querol junto al Teatro Principal, y con las poblaciones de Moncada y Alfara del Patriarca

## Recorrido
Sentido Poeta Querol
Sale desde la rotonda sur de Moncada y Alfara del Patriarca hacia el Camino de Moncada (dirección a Valencia), entra a la pedanía de Benifaraig por la Calle Ferrer i Bigné, sigue por el Camino de Moncada y gira por la Calle de Palmaret para llegar a Carpesa y regresa de nuevo al Camino de Moncada. A continuación entra en Borbotó por la calle Guillermina Medrano y vuelve al Camino de Moncada, donde cruza por la pedanía de Poble Nou justo antes de pasar bajo la Ronda Nord de la ciudad y entrar ya al núcleo urbano de Valencia por el barrio de Torrefiel. Llega a la Av. Dr. Peset Aleixandre y en la plaza Don Bosco entra en la Av. de la Constitución dirección hacia el centro de la ciudad. Por Llano de la Zaidía y Calle Guadalaviar llega hasta el Pont de Fusta, lo cruza y tiene parada cerca de las Torres de Serranos. Continúa junto al Jardín del Turia por Conde Trénor, Poeta Llorente, Temple, Tetuán y entra ya el centro histórico por la Calle de La Paz, Calle Marqués de Dos Aguas y finaliza su recorrido en la Calle Poeta Querol junto al Teatro Principal.
Sentido Moncada-Alfara
Sale desde la Calle Poeta Querol entra en Calle Pintor Sorolla, Alfonso el Magnánimo, Palacio de Justicia, Porta de la Mar, cruza el Puente de la Exposición y llega al Paseo de la Alameda. Luego sigue junto al Jardín del Turia por San Pío V, Trinitat, Cronista Rivelles y entra en Calle Sagunto hasta la plaza Don Bosco, donde entra en la Av. Dr. Peset Aleixandre y regresa al Camino de Moncada. Al salir del núcleo urbano por un pequeño túnel bajo la Ronda Nord atraviesa la pedanía de Poble Nou, entra en la de Borbotó por Guillermina Medrano, luego por la Calle del Palmaret llega a Carpesa y regresa al Camino de Moncada. Pasa junto a la Calle Palma de Gandía en la pedanía de Benifaraig y finalmente llega hasta la rotonda sur de Moncada y Alfara del Patriarca.

## Historia
La línea 26 empezó siendo un estudio en los años 1971 y 1972, y que se crearía poco después, el 27 de octubre de 1973, con itinerario entre Benifaraig y la Plaza Tetuán. En sus inicios tuvo como único coche un Pegaso 5062, sustituido posteriormente por un Pegaso 6025 (como estos eran pequeños, el bus podía tener parada final en la pequeña Plaza del Greco de Benifaraig). Posteriormente esta línea fue dotada de mejor material móvil. Siempre servida por un solo autobús para las pedanías del norte, con frecuencias de una hora, actualmente hay una oferta de tres autobuses todo el año, mejorando la frecuencia a los 24 minutos, desde el 3 de febrero de 2003. Al construir nuevos viales, pudo por fin entrar en la pedanía de Borbotó, en vez de dejar al vecindario en la carretera de Moncada. Desde el 24 de marzo de 2003 hasta septiembre de 2004 sufrió el desvío por Juan XXIII por obras del paso inferior del Camino de Moncada. A partir del 20 de noviembre de 2006, incorpora un nuevo convoy, que posteriormente realiza el nocturno N1. A principios de 2008 consigue el certificado AENOR UNE EN 13816. El 21 de septiembre de 2009 la línea añade recorridos cortos hasta el bulevar Norte con dos autobuses más, bajo la denominación "C26 - Fins Bulevard Nord", aumentando la frecuencia en el recorrido urbano a 12 minutos, y bajando a la mitad la frecuencia a las pedanías norte en fines de semana y festivos. El 22 de septiembre sustituye sus buses mercedes-benz O405, de la serie 6100, por los nuevos Scania N230 E4 adquiridos y estrenados por la línea 26 y C26. El 3 de marzo de 2014, tras numerosas negociaciones, se prolonga hasta las poblaciones de Moncada-Alfara.
El 1 de julio de 2014 y con apenas 3 meses de funcionamiento, la EMT suprime loa parada de Moncada-Alfara y llegando solo hasta Benifaraig.
El 22 de septiembre del 2016 se reprende el servicio a Moncada debido a un convenio de colaboración con la consejera consejera de Vivienda, Obras Públicas y Vertebración del Territorio, M.ª José Salvador. Además en mayo de dicho año, al entrar en la pedanía de Carpesa se acorta el recorrido hasta la Avenida del Palmaret, y realizando este recorrido tanto en dirección Benifaraig como Poeta Querol, pues antes sólo lo realizaba en la dirección Benifaraig.